# May Bellinghausen
May Bellinghausen (* 6. Dezember 1896 in Freiburg im Breisgau; † 12. März 1985 ebenda) war eine deutsche Lehrerin und Kommunalpolitikerin.

## Werdegang
Bellinghausen kam als Tochter des Verlagsbuchhändlers Wilhelm Bellinghausen (1856–1920) und dessen Ehefrau Gladys, geb. Barwick, zur Welt. Ihr Vater war Direktor beim Verlag Herder. Sie besuchte von 1904 bis 1914 die höhere Mädchenschule St. Ursula in Freiburg und von 1914 bis 1917 das katholische Lehrerinnenseminar. 1918 legte sie die Erste Lehrerprüfung, danach die Höhere Lehrerinnenprüfung ab. In den folgenden Jahren unterrichtete sie an Volksschulen in Wolterdingen, Gütenbach, Neudingen, Glottertal, Waldkirch und Erzingen. 1931 wurde sie nach Freiburg versetzt. 1940 erhielt sie die Ernennung zur Hauptlehrerin. Von 1947 bis zum Eintritt in den Ruhestand 1963 war sie Rektorin der Pestalozzi-Mädchenschule Freiburg.
Als Abgeordnete der CDU gehörte sie von 1953 bis 1971 dem Freiburger Stadtrat an. Bei der Stadtratswahl 1959 erzielte sie das beste Ergebnis und hatte 10.000 Stimmen Vorsprung zum Zweitplatzierten.

## Ehrungen
- 1963: Verdienstkreuz 1. Klasse der Bundesrepublik Deutschland